# Кнопикс
Кнопикс (енгл. Knoppix) је варијанта Линукс оперативног система, проистекла из Дебијан Линукс дистрибуције (енгл. Debian Linux). Специфична је по томе што је била једна од првих дистрибуција која је омогућила потпуну функционалност оперативног система покретањем са ЦД медија, без инсталирања на хард-диск. Декомпресија компоненти критичних за систем се одвија транспарентно, директно у РАМ меморију.
Аутор је немачки инжењер Клаус Кнопер. 
Иако је предвиђен за коришћење са оптичких медија(ЦД/ДВД) или са УСБ флеш меморија, предвиђена је и опција за инсталацију на хард диск коришћењем тајних кодова. 
Кнопикс је могуће бесплатно скинути у две верзије: ЦД (око 700 мегабајта) као и ДВД (око 4 гигабајта).

## Примена
Кнопикс се углавном користи за приступ фајловима који су на рачунару на коме не функционише оперативни систем. Он омогућава манипулисање фајловима (мењање, брисање, копирање, прављење резервних копија).

## Компоненте
Више од 1.000 програмских пакета је укључено у ЦД верзији док ДВД верзија долази са више од 2.600 програмских пакета. Више од 9 гигабајта може бити смештено у компресовани ДВД. Ови пакети подразумевају:
- KDE, подразумевано и најчешће коришћено радно окружење, укључујући и Konqueror интернет претраживач и KMail програм за рад са електронском поштом.
- Кнопикс такође долази са неколико других радних окружења, као што су: Fluxbox, twm, и IceWM. Од верзије Кнопикс 5.1.1, добија се и Beryl, који обезбеђује тродимензионално радно окружење.
- XMMS (Винамп реплика), са подршком за читање MPEG видео-записа, MP3 и Ogg Vorbis аудио-записа.
- Програме за приступ интернету: KPPP (за приступ интернету телефоном - dial-up, ISDN алате и WLAN програме за бежични интернет.
- Mozilla Firefox интернет претраживач (познатији као Iceweasel на Кнопиксу)
- K3b, за нарезивање CD (и DVD) и прављење резервних копија
- GIMP, високо функционалан програм за обраду слика
- Алати за рекоснструкцију и поправљање система
- Алати за анализу и администрацију рачунарске мреже
- OpenOffice, обиман програмски пакет за рад са документима, табелама, презентацијама и базама података
- Многи алати за развој софтвера на више програмских језика (C/C++, Java)
- Више бесплатних, отворених система за управљање базама података (DBMS)